# Hans Henrik Lerfeldt
Hans Henrik Lerfeldt, född 16 augusti 1946 i Århus, död 27 juli 1989 i Köpenhamn, var en dansk bildkonstnär och skådespelare.
Lerfeldt utbildades på Det Kongelige Danske Kunstakademi 1965–1970, och målade erotiska, gärna sadomasochistiska motiv i en surrealistisk stil. Som skådespelare medverkade han bland annat i Ingmar Bergmans film Fanny och Alexander (1983).

## Filmografi
- 1983 – Fanny och Alexander
- 1986 – Oviri